# NK Podstrana
Nogometni klub Podstrana (NK Podstrana; Podstrana) je bio nogometni klub iz Podstrane, Splitsko-dalmatinska županija.

## O klubu
Klub je osnovan 1995. godine pod nazivom Bili 9. 2000. godine mijenja naziv u Podstrana, ali ubrzo prestaje s djelovanjem. Nastupao je u 2. ŽNL Splitsko-dalmatinskoj.

## Pregled po sezonama
| sezona             | rang lige | liga                        | poz.   | klubova u ligi | ut     | pob    | ner    | por    | gol+   | gol-   | bod    | napomene                                  | izvori |
| Bili 9             | Bili 9    | Bili 9                      | Bili 9 | Bili 9         | Bili 9 | Bili 9 | Bili 9 | Bili 9 | Bili 9 | Bili 9 | Bili 9 | Bili 9                                    | Bili 9 |
| ------------------ | --------- | --------------------------- | ------ | -------------- | ------ | ------ | ------ | ------ | ------ | ------ | ------ | ----------------------------------------- | ------ |
| 1998./99.          | V.        | 2. ŽNL Splitsko-dalmatinska | 3.     | 5 (6)          | 16     | 5      | 2      | 8      | 21     | 34     | 17     |                                           |        |
| Bili 9 / Podstrana |           |                             |        |                |        |        |        |        |        |        |        |                                           |        |
| 1999./2000.        | V.        | 2. ŽNL Splitsko-dalmatinska | 4.     | 8              | 21     | 9      | 3      | 9      | 40     | 30     | 30     | tijekom sezone promjena imena u Podstrana |        |

## Poveznice
- Podstrana